# 770

## Nașteri
- Mihail al II-lea Amorianul, împărat bizantin din 820 (n. 829)

## Decese
- dată necunoscută: Tu Fu poet chinez (n. 712)